# Arden Myrin
Arden VanAmringe Myrin (Little Compton, Rhode Island, 10 de diciembre de 1973) es una actriz y comediante estadounidense.

## Carrera
Arden se convirtió en un nuevo miembro del elenco de la serie de televisión Shameless en su séptima temporada, y apareció en el estreno mundial de la nueva obra de Steve Martin, Meteor Shower, en el teatro Long Wharf. Sus créditos televisivos incluyen Orange Is the New Black, Hung, Key & Peele, Inside Amy Schumer, 2 Broke Girls, Reno 911! y Gilmore Girls, entre otros. De 1997 a 1999, Arden interpretó el papel habitual de Abby Cosgrove en Working, una comedia de la NBC protagonizada por Fred Savage. A continuación apareció en la película Extracurricular Activities.
Los créditos teatrales de Arden incluyen Barbecue de Robert O'Hara en The Public Theatre en la ciudad de Nueva York, así como el estreno de la obra de John Ross Bowie sobre The Ramones Four Chords and A Gun en el Bootleg Theatre en Los Ángeles. Arden estuvo en la producción original de la ciudad de Nueva York de Boston Marriage de David Mamet en el Public Theatre, y apareció en Hay Fever, dirigida por Darko Tresnjak en el Westport Country Playhouse.

## Filmografía parcial
- 1997 -	I Think I Do
- 1997 -	Deconstructing Harry
- 1997 -	In & Out
- 1998 -	The Impostors
- 1999 -	30 Days
- 2000 -	What Women Want
- 2001 -	Bubble Boy
- 2002 -	Highway Lucy
- 2002 -	Auto Focus
- 2003 -	Farm Sluts
- 2003 -	Soul Mates
- 2003 -	Dry Cycle
- 2004 -	Kinsey
- 2004 -	Whistlin' Dixie
- 2004 -	Christmas with the Kranks
- 2005 -	Heart of the Beholder
- 2005 -	I'm Not Gay
- 2007 -	Evan Almighty
- 2009 -	The Informant!
- 2012 -	Wrong
- 2013 -	Wrong Cops
- 2018 -  Insatiable

### Famosos parodiados
- Alex Borstein
- Pamela Anderson
- Reese Witherspoon
- Tara Reid